# Ashprington
Ashprington – wieś w Anglii, w hrabstwie Devon, w dystrykcie South Hams. Leży 37 km na południe od miasta Exeter i 278 km na południowy zachód od Londynu.